# Ponte Giovanni XXIII
Il Ponte Giovanni XXIII (noto anche come il Ponte di Sabaudia) è un ponte sul Lago di Paola a Sabaudia in Lazio.

## Storia
I lavori di costruzione del ponte, commissionato dalla Cassa del Mezzogiorno e progettato dall'ingegnere Riccardo Morandi, vennero eseguiti dall'impresa Decina, iniziando nel 1963 e venendo ultimati nel 1964. Come testimoniato da Morandi, data la delicatezza del contesto paesaggistico dell'opera, il ponte venne concepito "in un rapporto strettissimo tra necessità, dovuta alle esigenze del progresso, e una forma di tutela del patrimonio naturale che passa attraverso la contaminazione con l'oggetto architettonico studiato per il contesto particolare".
A partire dal 2017 il ponte venne sottoposto a un intervento di risanamento.

## Descrizione
Il ponte collega il centro della città di Sabaudia al suo lungomare, attraversando il Lago di Paola, costituendo un prolungamento del Corso Principe di Piemonte.
La struttura si compone di cinque campate sostenute dalle spalle di estremità e da quattro pile intermedie che si ergono dalle acque del lago. I piloni poggiano su zattere di fondazione che, sostenute da pali, emergono dal pelo dell’acqua, dando l'impressione di un ponte galleggiante. La struttura presenta lo schema statico di trave Gerber con le travi che poggiano su stampelle a sbalzo dalle pile e dalle spalle.